# 帕莱廷加河
23°22′05″S 45°39′54″W / 23.368°S 45.665°W
帕莱廷加河（葡萄牙語：Rio Paraitinga）是一条在巴西东南部的圣保罗州的河流。